# Ahmed Shafiq
Ahmed Mohamed Shafiq Zaki (árabe: أحمد محمد شفيق‎, IPA: [ˈæħmæd mæˈħæmmæd ʃæˈfiːʔ]; Cairo, 25 de novembro de 1941), é um ex-comandante sênior da força aérea egípcia e político que serviu como primeiro-ministro do Egito a partir de janeiro de 2011 a março de 2011.
Depois de uma carreira como piloto de caça, esquadrão, asa e base de comandante, Shafik foi o comandante da Força Aérea egípcia de 1996 a 2002, alcançando o posto de marechal do ar. Depois, ele serviu no governo como ministro da Aviação Civil 2002-2011.
No decurso da Revolução Egípcia de 2011, Shafiq foi nomeado primeiro-ministro em 29 de janeiro por Hosni Mubarak. No entanto, seu tempo de Premier era para ser curto, durando pouco mais de um mês, depois que ele renunciou em 3 de março, devido à pressão dos manifestantes e da oposição. Eles se opuseram à Shafik continuar na PM, tendo sido visto como um dos da velha guarda de Mubarak. Shafik foi acusado de ter sido membro do Conselho Supremo das Forças Armadas que assumiram o poder após a saída de Mubarak em 11 de fevereiro de 2011. Shafik foi sucedido por Essam Sharaf depois que ele desceu.
Ele  participou como um candidato individual na  Eleição presidencial do Egito de 2012, 16 a 17 de junho 2012.
Shafiq é muçulmano sunita.